# Terminal Cañaveralejo
El Terminal Cañaveralejo (también llamado MIO Cable o simplemente Cañaveralejo)  es una de las terminales del Sistema Integrado de Transporte MIO de la ciudad de Cali, inaugurado en el año 2008. Es el único terminal del sistema en donde solo operan rutas alimentadores, y también, el único terminal en el que esta conectado con una estación de buses y una zona de teleféricos.

## Ubicación
Se encuentra ubicada en el sur occidente de la ciudad, cerca del centro comercial Cosmocentro. Es además una de las estaciones más próximas al populoso sector de Siloé, al lado de Unidad Deportiva, por lo que es de gran afluencia de pasajeros.

## Características
Se conecta físicamente con la estación Unidad Deportiva por medio de un túnel subterráneo, que aparte tiene diversas obras de arte.

## Servicios de la estación

### Rutas Pretroncales
| Ruta | Origen          | Trayecto                          | Destino     |
| ---- | --------------- | --------------------------------- | ----------- |
| P75  | T. Cañaveralejo | T. Simon Bolivar - Ciudad Cordoba | Llano Verde |

### Rutas Alimentadoras
| Ruta | Origen               | Trayecto                                            | Destino               |
| ---- | -------------------- | --------------------------------------------------- | --------------------- |
| A70  | Inicio del recorrido | Cr 52 - Cl 1 - Cr 70 - Cl 2A Oe                     | Los Chorros           |
| A71  | Inicio del recorrido | Cr 52 - Cl 1 - Cr 70 - Cl 2A Oe                     | Los Chorros           |
| A72A | Inicio del recorrido | Cr 52 - Dg 51                                       | Jardines de la Aurora |
| A72B | Inicio del recorrido | Cr 52 - Dg 50 - Dg 51 - Cl 7 Oe                     | El Cortijo            |
| A73  | Inicio del recorrido | Cr 57 - Cl 2A - Cl 1C - Cr 73 - UCC - Caldas - Cl 3 | Nápoles               |
| A75  | Inicio del recorrido | Cl 5 - Cr 56                                        | La Sirena             |

## MIO Cable
El MIO Cable es un sistema de transporte teleférico, es decir, cabinas suspendidas por un cable que recorren una línea soportada por pilonas y estaciones de parada. Cada cabina tendrá una capacidad de transportar a ocho personas. Actualmente funciona con 60 cabinas pero en el futuro el sistema moverá 90. Parte de la terminal Intermedia Cañaveralejo, el recorrido tiene 2.2 kilómetros de longitud, con otras tres estaciones de parada ubicadas en los sectores de Tierra Blanca, Lleras Camargo y Brisas de Mayo.